# Cầu diệp Việt Nam
Cầu diệp Việt Nam hay lan lọng Việt Nam (danh pháp hai phần: Bulbophyllum vietnamense) là một loài phong lan thuộc chi Bulbophyllum. Đây là loài đặc hữu của Việt Nam.